# ТЕС Фуджейра F2
25°18′8″ пн. ш. 56°22′16″ зх. д. / 25.30222° пн. ш. 56.37111° зх. д.
ТЕС Фуджейра F2 – теплова електростанція, споруджена на узбережжі Оманської затоки у еміраті Фуджайра (Об'єднані Арабські Емірати).
Введена в експлуатацію у 2011 році, станція має три енергоблоки, створені за технологією комбінованого парогазового цикла. Два з них (№1 та №3) мають по дві газові турбіни потужністю по 251 МВт, які через відповідну кількість котлів-утилізаторів живлять одну парову турбіну з показником 354 МВт. Ще один блок (№2) складається з однієї газової турбіни потужністю 251 МВт, яка через котел утилізатор живить одну парову турбіну з показником 147 МВт. Загальна потужність станції становить 2114 МВт, проте у джерелах зазвичай зазначають її нетто-потужність на рівні 2000 МВт.
Як і більшість інших електростанцій ОАЕ, ТЕС Фуджейра F2 інтегрована з опріснювальним заводом, котрий використовує отримане від парових турбін залишкове тепло для випаровування води. За рахунок цього працюють 12 технологічних ліній типу Multiple Effect Distillation загальною продуктивністю 455 млн літрів на добу. Крім того, ще 137 млн літрів на добу отримують на установках зворотнього осмосу (технологія, що не потребує випаровування).
Станція розрахована на споживання природного газу, котрий з кінця 2000-х подається до Фуджайри по трубопроводу від Тавіли (споруджений для поставок ресурсу катарського походження).
Для охолодження використовує морську воду.
Зв’язок з енергосистемою відбувається по ЛЕП, розрахованій на роботу під напругою 400 кВ.
Проект реалізували через компанію Fujairah Asia Power Company PJSC (FAPCo), яка належить енергетичній агенції емірату Абу-Дабі ADWEA (60%), а також японській Marubeni і французькій Engie (по 20%).
Можливо також відзначити, що неподалік працює ТЕС Фуджейра F1, а на 2023-й рік заплановане введення ТЕС Фуджейра F3 (при цьому в останньому проекті також бере участь Marubeni).